# Сан-Хуан (провинция, Доминиканская Республика)
Сан-Хуан (исп. San Juan) — провинция Доминиканской Республики. До 1961 года была известна как Бенефактор.

## Муниципалитеты и муниципальные районы
Провинция разделена на шесть муниципалитетов (municipio), а в пределах муниципалитетов — на семнадцать муниципальных районов (distrito municipal — D.M.):
- Боэчио
  - Арройо-Кано (D.M.)
  - Яке (D.M.)
- Вальехуэло
  - Хорхильо (D.M.)
- Лас-Матас-де-Фарфан
  - Каррера-де-Йегуа (D.M.)
  - Матайяйя (D.M.)
- Сан-Хуан-де-ла-Магуана
  - Ато-дель-Падре (D.M.)
  - Гуанито (D.M.)
  - Лас-Магуанас (D.M.)
  - Ла-Хагуа (D.M.)
  - Лас-Чаркас-де-Мария-Нова (D.M.)
  - Педро-Корто (D.M.)
  - Сабана-Альта (D.M.)
  - Сабанета (D.M.)
  - Эль-Росарио (D.M.)
- Хуан-де-Эррера
  - Ла-Рубия (D.M.)
  - Хинова (D.M.)
- Эль-Серкадо
  - Батиста (D.M.)
  - Деррумбадеро (D.M.)

Население по муниципалитетам на 2012 год (сортируемая таблица):
| № | Название               | Общее население | Городское население | Сельское население |
| - | ---------------------- | --------------- | ------------------- | ------------------ |
| 1 | Боэчио                 | 9652            | 4208                | 5444               |
| 2 | Вальехуэло             | 12 555          | 1006                | 11 549             |
| 3 | Лас-Матас-де-Фарфан    | 70 586          | 35 054              | 35 532             |
| 4 | Сан-Хуан-де-ла-Магуана | 169 032         | 119 581             | 49 451             |
| 5 | Хуан-де-Эррера         | 12 963          | 6952                | 6011               |
| 6 | Эль-Серкадо            | 25 688          | 2585                | 23 103             |
|   | Провинция Сан-Хуан     | 300 476         | 154 386             | 146 090            |